# 오리엔트바이오
오리엔트바이오(Orientbio Inc.)는 바이오 실험장비 및 의료장비 등을 공급하는 코스피 상장기업이다. 

## 삼성 바이오 관련주
2015년 7월에는 서린바이오, 바이넥스 등과 함께 삼성의 바이오 사업 투자에 대한 기대감으로 크게 오른 일이 있다. 이는 삼성 그룹의 바이오 진출 관련 테마주로 볼 수 있다.

## 이재명 테마주
이재명 대표가 청소년 시절 오리엔트정공의 계열사 '오리엔트시계'에서 근무한 이력이 있어서 이재명 테마주로 묶였다.

## 같이 보기
- 사업다각화
- 테마주
- 서린바이오

## 참고 문헌
1. ↑  오리엔트바이오, 삼성 바이오사업 투자 기대감…↑ 아시아경제 2015.07.22
2. ↑  송종현, 이재명과 대체 무슨 인연 있길래…순식간에 '490% 폭등', 한국경제, 2024.12.14